# Ustanciosporium cubense
Ustanciosporium cubense är en svampart som först beskrevs av M. Piepenbr., och fick sitt nu gällande namn av M. Piepenbr. & Begerow 2000. Ustanciosporium cubense ingår i släktet Ustanciosporium och familjen Anthracoideaceae.   Inga underarter finns listade i Catalogue of Life.